# Igor Sijsling
Igor Sijsling (Amsterdam, Països Baixos, 18 d'agost de 1987) és un tennista professional neerlandès. En el seu palmarès només i figura un títol de dobles al circuit ATP però si que n'ha guanyat sis individuals en el circuit ITF. El seu millor rànquing són les posicions 52 en categoria individual i 37 en el de dobles. El seu millor resultat fou que va jugar la final de l'Open d'Austràlia (2013) amb el seu compatriota Robin Haase com a parella.

## Biografia
La seva mare, d'origen serbi, li va inculcar de ben petit el seu amor pels esports, de manera que Igor Sijsling va practicar diversos esports com futbol, bàsquet, tennis i ballet. A tennis va començar a jugar-hi amb cinc anys, però no va ser fins als dotze que es va dedicar exclusivament a aquest esport, destacant en les competicions júniors del seu país.

## Torneigs de Grand Slam

### Dobles: 1 (0−1)
| Resultat  | Núm. | Any  | Torneig           | Parella     | Oponents en la final | Marcador |
| --------- | ---- | ---- | ----------------- | ----------- | -------------------- | -------- |
| Finalista | 1.   | 2013 | Obert d'Austràlia | Robin Haase | Bob Bryan Mike Bryan | 3−6, 4−6 |

## Palmarès: 1 (0−1)

### Dobles: 4 (1−4)
| Llegenda (pre/post 2009)                                 |
| -------------------------------------------------------- |
| Grand Slams (0−1)                                        |
| Tennis Masters Cup / ATP Finals (0−0)                    |
| ATP Masters Series / ATP World Tour Masters 1000 (0−0)   |
| ATP International Series Gold / ATP World Tour 500 (0−0) |
| ATP International Series / ATP World Tour 250 (1−2)      |

| Títols per superfície |
| --------------------- |
| Dura (1−2)            |
| Gespa (0−1)           |
| Terra batuda (0−0)    |

| Resultat  | Núm. | Data                 | Torneig                     | Superfície   | Parella                | Oponents en la final           | Marcador       |
| --------- | ---- | -------------------- | --------------------------- | ------------ | ---------------------- | ------------------------------ | -------------- |
| Finalista | 1.   | 20 de juliol de 2008 | Amersfoort, Països Baixos   | Terra batuda | Jesse Huta Galung      | František Čermák Rogier Wassen | 5−7, 5−7       |
| Finalista | 2.   | 26 de gener de 2013  | Open d'Austràlia, Austràlia | Dura         | Robin Haase            | Bob Bryan Mike Bryan           | 3−6, 4−6       |
| Finalista | 3.   | 20 de juliol de 2013 | Bogotà, Colòmbia            | Dura         | Édouard Roger-Vasselin | Purav Raja Divij Sharan        | 6−7(4), 6−7(3) |
| Guanyador | 1.   | 29 de juliol de 2013 | Atlanta, Estats Units       | Dura         | Édouard Roger-Vasselin | Colin Fleming Jonathan Marray  | 7−6(6), 6−3    |

## Trajectòria

### Individual
| Open d'Austràlia | Q   | Q   | Q    | 1R    | 1R    | 1R   | Q | 0 / 3   | 0 – 3   |
| Roland Garros | Q   | Q   | 1R   | 2R    | 1R    | 1R   |   | 0 / 4   | 1 – 4   |
| Wimbledon | A   | 1R  | A    | 3R    | 1R    | 1R   |   | 0 / 4   | 2 – 4   |
| US Open | Q   | Q   | 2R   | 1R    | 1R    | Q    |   | 0 / 3   | 1 – 3   |
| Victòries–Derrotes | 3–4 | 2–3 | 8–10 | 20–25 | 10–28 | 3–10 |   | 46 − 83 | 46 − 83 |
| Rànquing a final d'any | 126 | 200 | 68   | 70    | 84    | 145  |   |         |         |
| Llegenda: G: Guanyador; F: Finalista; SF: Semifinalista; QF: Quarts de final; Q: Qualificació; A: Absent; RR: Round Robin; |     |     |      |       |       |      |   |         |         |

### Dobles
| Open d'Austràlia | A   | F     | 1R  | 1R  | A | 0 / 2   | 5 – 3   |
| Roland Garros | A   | 1R    | 2R  | A   |   | 0 / 2   | 1 – 2   |
| Wimbledon | A   | 1R    | 2R  | A   |   | 0 / 2   | 1 – 2   |
| US Open | 1R  | 1R    | 2R  | A   |   | 0 / 3   | 1 – 3   |
| Victòries–Derrotes | 3–5 | 14–17 | 5–9 | 1–3 |   | 27 − 44 | 27 − 44 |
| Rànquing a final d'any | 324 | 39    | 185 | 315 |   |         |         |
| Llegenda: G: Guanyador; F: Finalista; SF: Semifinalista; QF: Quarts de final; Q: Qualificació; A: Absent; RR: Round Robin; |     |       |     |     |   |         |         |